# 友利新
友利 新（ともり あらた、1978年3月30日 - ）は、日本の医師。

## 人物

### 経歴
沖縄県宮古島市（旧・平良市）出身。沖縄尚学高等学校、東京女子医科大学卒業。医師免許取得後、東京女子医科大学病院で内科医として勤務し、後に皮膚科医に転科。テレビの医療関連のコメンテーター、医療監修、執筆活動を開始する。現在は勤務医、実業家。各誌ベストコスメ審査員を歴任。一般社団法人日本コスメティック協会顧問、実家の医療法人祐の会（友利産婦人科）理事。有限会社エクステンションに在籍。
2017年10月、 琉球大学医学部附属病院 非常勤講師。
2023年4月、梅花女子大学 客員教授。
2024年4月、東京薬科大学 客員教授。

### 授賞 アンバサダー
2004年、第36回ミス日本コンテスト 準ミス日本受賞。
2010年11月10日、ラ・ロッシュ＝ポゼ （La Roche-Posay）（フランス）、アンバサダー就任。現任。
2016年5月6日、第9回ベストマザー賞受賞（経済部門）。
2016年6月29日　特定非営利活動法人日本マザーズ協会 初代「子育て応援・ママ応援大使」に着任。現任。
2019年3月1日、クリニーク（フランス） 肌美活アンバサダー。
2019年4月3日、宮古島大使。現任。
2020年3月27日、ワコール ファミリーウェア アンバサダー。
2021年5月13日、UCHINO（内野）アンバサダー。
2021年8月17日、島根県「美肌県しまねプロモーション」公式アンバサダー。

### CM キャンペーン
2019年2月28日、ショーメ（LVMHウォッチアンドジュエリー フランス）「ボレロ」キャンペーン。
2019年10月16日、ジレット（P&G アメリカ）「スキンガード」PR。
2022年1月24日、シック（ドイツ）「クワトロシリーズ」Web広告、交通広告。
2023年3月30日、わかもと製薬 フェムテック フェムケア キャンペーン。
2023年9月25日、ハリー・ウィンストン（アメリカ）「HWアベニュー」PR。
2023年12月12日、　ドクターシーラボ（ジョンソン・エンド・ジョンソン アメリカ）キレイを科学。美容研究所「CI:LABO美研」キャンペーン。
2024年5月13日、ケロッグ（アメリカ）「オールブラン ブランリッチ」CM。

### YouTubeチャンネル
2020年3月19日、「友利新公式チャンネル(内科・皮膚科医)」開設。医師の視点から美容・健康について情報を発信。
2020年6月、登録者数10万人、総再生回数570万回。
2021年8月、登録者数45万人。瀬戸弘司サプライズゲスト。
2022年1月、登録者数60万人。
2024年5月29日、登録者数100万人ライブ。

### 小説のモデル
2020年6月発刊、「美容整形」をテーマにした心理ミステリ小説「カケラ」（集英社 湊かなえ著）の主人公、医師「橘久野」のモデルとなった。単行本化の際、帯と巻末の解説を寄稿。イヤミスの主人公らしい”癖のある意地悪な”キャラクターだが、以前から著者のファンだったこともあり、作品化を快諾した。

### 私生活
2008年7月3日に一般男性と結婚。同年12月に沖縄で、翌年3月に東京で結婚披露宴を行うが、2010年12月31日ブログにて離婚を発表。
2013年11月5日に、8歳年上の会社経営者と入籍（再婚）したことを、11月6日放送の自身が出演している番組（日本テレビ『スッキリ!!』）にて発表した。入籍日である「11月5日」は、2012年に友利が宮古島にいる自身の実父に夫を紹介した日でもある。出会いは2012年9月、友人に誘われて参加した漫画『ジョジョの奇妙な冒険』作者荒木飛呂彦のパーティー。プロポーズは閉店後の銀座のジュエリーショップを貸し切ってのサプライズで、夫婦共通の友人である田丸麻紀夫妻が仕掛け人であった。
2014年2月21日、ブログにて子宮内膜症で治療をしていた経緯を明かし、「妊娠する事は、もしかしたら難しいのかもしれない」と覚悟していたが妊娠16週目となったことを発表。テリー伊藤から番組中に「子作りは今日からだね」との後押しがあった。
2014年7月2日、第1子男児を出産。
2016年5月6日、第9回ベストマザー賞を受賞（経済部門）。5月6日に開催された授賞式における受賞スピーチの中で、第2子妊娠を明らかにした。8月8日、第2子女児を出産。芸能界では数少ない医師兼母親としての啓蒙活動が増える。
2019年4月3日、沖縄県宮古島市役所にて市長に、第3子妊娠を報告。9月9日に第3子女児を出産。
友人として、同じ第36回ミス日本コンテストグランプリを受賞したタレントのさがゆりこ、同郷の山田優、同業の西川史子、現代アートの清川あさみとの親交が深い。

### 家族
父、友利晃は沖縄空輸の創業者。母、友利敏子は現沖縄空輸社長で宮古島市女性団体連絡協議会会長。3姉妹の末っ子で、長姉の友利百合香は宮古島の実業家である。次姉の友利南海は北海道医療大学を2003年に卒業した歯科医師で、2005年12月21日放送のテレビ番組『世界バリバリ☆バリュー』に姉妹で出演した。
父方の伯父は軍医で、ソロモン諸島で戦死。母方の伯父も医師。兄は自治医科大学を卒業した産婦人科医で、那覇市内にて産婦人科医院を開業。夫は西郷隆盛の弟・海軍元帥西郷従道と太政大臣三条実美の玄孫で、左大臣岩倉具視の玄孫の子。
祖母の名前は「カニメガ」。方言では『綺麗』や『黄金』という意味で、女性につける最上級の名前だという。

## テレビ出演
レギュラー出演
- 『朝はビタミン』（テレビ東京 2007年4月 - 2008年9月）
- 『虎ノ門市場』（テレビ東京 2007年2月 -  2019年12月）
- 『スッキリ!!』（日本テレビ系 2010年11月 - 2014年6月）月曜コメンテーター（隔週）
- 『かんさい情報ネットten!』（読売テレビ 2011年11月 - 2013年3月）準レギュラー
- 『Mr.サンデー』（フジテレビ・関西テレビ系 2010年8月 - ）準レギュラー コメンテーター
- 「私の何がイケないの?」（TBSテレビ 2012年10月 - 2016年3月）レギュラーコメンテーター。同じくミス日本出身女医の西川史子と競演
- 「駆け込みドクター!運命を変える健康診断」（TBSテレビ 2013年6月 - 2016年3月）レギュラーコメンテーター
- 『ゆうがたLIVE ワンダー』 →『みんなのニュース ワンダー』 （関西テレビ 2015年5月 - 2016年6月）月曜準レギュラーコメンテーター
- 『ワイド!スクランブル』（テレビ朝日系 2017年5月 - 2018年5月）木曜日レギュラーコメンテーター
- 『ごごナマ「知っトク！らいふ」』（NHK総合 2017年4月 - 2021年3月）水曜レギュラー
- 『趣味どきっ！』簡単！極上！ヘルシー！わたしにご褒美スープ （NHK Eテレ 2017年12月6日 - 2018年1月31日）レギュラー
- 『報道ランナー』（関西テレビ 2018年8月8日 - ）不定期コメンテーター
- 『ひるおび』（TBS 2023年10月10日 - ）火曜コメンテーター（隔週）

## 著書
- キレイをつくる朝の習慣（2007年2月16日、ベストセラーズ）ISBN 978-4584189559 - 友利あらた名義
- 28日サイクルできれいになる美肌暦（2008年5月1日、青春出版社）ISBN 978-4413009508
- 現役医師がやさしく教える 病院のことば（2009年4月16日、小学館、編集：1000）ISBN 978-4093107631
- 美肌タイミングジュース―女性のキレイと健康をつくる（2011年6月13日、保健同人社）ISBN 978-4832714779
- メンズスキンケア（2013年4月12日、文化出版局）ISBN 978-4579211784
- 『美人科へようこそ』女医が教える本当の美容法（2013年11月27日、講談社）ISBN 978-4062185783
- Dr.友利の『美人科へようこそ』 マタニティ外来編 妊娠・出産Q&A64（2014年10月28日、講談社）ISBN 978-4062191944
- 28日サイクルできれいになる美肌暦（2015年2月10日、光文社） ISBN 978-4334786670 - 2008年発表同著作の文庫化
- 子どもの肌の一生を決める『０歳からのスキンケア』（2017年4月7日、イースト・プレス）ISBN 978-4781615196
- すこやか赤ちゃん肌はママが作る！『時短・かんたん・幼児食』（2017年8月31日、徳間書店）ISBN 978-4198644574
- 肌老化が怖くなくなる『本気の肌トレ』 炎症ストップケアで肌悩み全解決（2018年2月23日、主婦の友社）ISBN 978-4074291571
- やめる美容（2021年2月23日、光文社）ISBN 978-4334951535
- 女医が教えるキレイのとっておき『読む友利新チャンネル』（2021年2月23日、飛鳥新社）ISBN 978-4864108164
- 医師だから語れる本当のスキンケア『最新美肌事典』（2021年7月29日、KADOKAWA）ISBN 978-4046051226
- 娘に伝えたい美容の話（2025年1月22日、小学館）ISBN 978-4093115834

### 共著
- 青木晃『見た目が大事!―アンチエイジングでメタボリックを撃退』（2007年2月、二見書房）ISBN 978-4576070148

### 監修
- 現役皮膚科医による正しいケア・対策がわかるスキンケア大事典（2010年6月25日、毎日コミュニケーションズ）ISBN 978-4839934187
- 最新版 肌美人になる『スキンケアの基本』悩み解消パーフェクトBOOK（2014年4月15日、学研パブリッシング）ISBN 978-4058002117
- TAKANOのフルーツ朝ご飯 医療監修（2015年10月14日、永岡書店）ISBN 9784-522433744
- NHK 趣味どきっ！私の朝活　おいしいスタイル（2016年6月1日、NHK出版）ISBN 978-4142287246

### 寄稿
- ぐっすり眠れるクラシック・ヴォーカル・オムニバス・クラシック（2011年6月8日、ワーナーミュージック・ジャパン）- ライナーノーツ[66]
- MAQUIA 3月号 「乾冬肌を救う！超保湿塾」（集英社 2012年1月23日）
- Tarzan 598号「カラダの質問箱」（マガジンハウス 2012年2月23日）
- ビーズアップ 4月号「低SPFを重ねて召しませ」（セブン＆アイ出版 2012年3月12日）
- FRaU 4月号「今、"エイジングにごり"を本気で考える」（講談社 2012年3月12日）
- 美的 4月号「三日坊主で即キレイ！」「なかったことケア」（小学館 2012年3月23日）
- MAQUIA 4/10号「ひと足お先のUV＆美白ケア」（集英社 2012年3月25日）
- MISS 6月号「内臓力できれいになる！」（世界文化社 2012年4月28日）
- 暮らしと健康 6月号「ヘルシートーク」（保健同人社 2012年5月1日）
- In Red 6月号「30代女子のトラブル肌・初夏対策Ｑ＆Ａ」（宝島社 2012年5月7日）
- 朝日新聞「美容・健康・ダイエット特集」（朝日新聞社 5月）
- MAQUIA 7月号「美人女医のダイエット対決」（集英社 2012年5月23日）
- 美的 7月号「回すエクササイズ」（小学館 2012年5月23日）
- VOCE 7月号「肌の"コ不調"克服帳」（講談社 2012年5月23日）
- ViVi 7月号「バランスのいい朝ごはんが体とアタマにいい理由」（講談社 2012年5月23日）
- MEN'S NON-NO 7月号「名医に聞く 夏の健康Q＆A」（集英社 2012年6月10日）
- mina 8月号『「なくしたいニキビ」「消したいニキビ」どうすればいいの？』（主婦の友社 2012年6月20日）
- 美的 8月号「2012年 上半期ベストコスメ」（小学館 2012年6月23日）
- MAQUIA 8月号「2012年 上半期ベストコスメ」「2012年上半期出会えてよかった!本気ベストコスメ"プロが選ぶ顔"」「美しくなるために走る！MBRフルマラソンへの道」「美セレブが実践！週末美容カタログ」（集英社 2012年6月23日）
- 女性自身 7/10売号「ヒールウォーキング」（光文社 2012年7月10日）
- 女性セブン 7/12売号「寝るトレーニング」（小学館 2012年7月12日）
- MAQUIA 9月号「スキンケア ライン使いのススメ」（集英社 2012年7月23日）
- CREA 9月号「女性の医学」（文藝春秋 2012年8月7日）
- Steady. 9月号「お早めケアで白肌キープ」（宝島社 2012年8月7日）
- Anecan 9月号「人に言えないお悩み」（小学館 2012年8月12日）
- 美人百花 9月号「秋のゆらぎ肌」（角川春樹事務所 2012年8月12日）
- Domani 10月号「やっぱり顔・髪・体　基本の"か"BOOK」（小学館 2012年9月1日）
- anan 822号「肌に優しいだけじゃない、確かな効果！日本の植物成分が生かされたコスメ」（マガジンハウス 2012年9月5日）
- UOMO 11月号「実際どうなの？痛風の恐怖」（集英社  2012年9月24日）
- マリソル 11月号「時短メイク」（集英社 2012年10月6日）
- steady. 11月号「スキンケア100問100答」（宝島社 2012年10月7日）
- ミセス 11月号「ドクターズコスメ特集」（文化出版局 2012年10月7日）
- 美的 1月号「2012ベストコスメ」（小学館 2012年11月23日）
- WWD 冬号「ファッショニスタ100人の贈り物」（INFAS 2012年11月30日）
- InRed 1月号「ベストコスメ2012」「保湿ですっぴん力」（宝島社 2012年12月7日）
- steady. 1月号「ベストコスメ2012」「保湿ですっぴん力　底上げ！」（宝島社 2012年12月7日）
- 婦人公論 12/22・1/7合併号「ご褒美美容」（中央公論新社 2012年12月7日）
- 日経WOMAN 1月号「2012年に活躍した女性の「捨てたもの」「しないこと」」（日経BP 2012年12月7日）
- BAILA 1月号「Hit Cosme Journal」（講談社 2012年12月12日）
- NHKきれいの魔法 「ビューティ用語集」（NHK出版  2012年12月21日）
- anan 1839号 「アラサー女子の冬枯れ肌をしっとり化粧水美容」（マガジンハウス 2013年1月9日）
- BAILA 2月号「もうお疲れ顔とは言わせない！」（集英社 2013年1月12日）
- 美的 3月号「ナチュラルキレイなあの人の24H密着」「乾燥地帯のあの人の保湿の裏技」（小学館 2013年1月23日）
- JJ 4月号「スキンケアＢＯＯＫ」（光文社 2013年2月23日）
- WWD 春号「ビューティ企画」「ファッショニスタ100人のLOVE BAG」（INFAS 2013年2月25日）
- マリソル 4月号「美白カレンダー」（集英社 2013年3月7日）
- MAQUIA 5月号「美セレブクルーズ」 「スキンケア特集」「UVケア」（集英社 2013年3月23日）
- VOCE 5月号「美利きのUVケア」「肌がキレイと言われたい！」（講談社 2013年3月23日）
- BAILA 5月号「インナー美白」（集英社 2013年4月12日）
- 美ST 6月号「紫外線対策」（光文社 2013年4月16日）
- 美的 6月号「インナービューティ」「UVコスメ」「半身浴で簡単デトックス」（小学館 2013年4月23日）
- CREA 6月号「ダイエット企画」（文藝春秋 2013年5月7日）
- VERY 6月号「肌力アップ企画」（光文社 2013年5月7日）
- 日経ウーマンオンライン「友利新の美肌・美ボディー習慣～ホルモンバランスがカギ～」連載（日経BP 2013年-）
- 女性セブン 「洗顔企画」（小学館 2013年5月16日）
- 女性自身 6月号「名医の朝食」（光文社 2013年5月21日）
- MAQUIA 7月号「2013美白リアルヒット速報」（集英社 2013年5月23日）
- WWD 夏号「刺激する映画企画」（NFAS 2013年5月25日）
- InRed 7月号「美容マニアの美白＆UV対策」（宝島社 2013年6月7日）
- MAQUIA 8月号「ベストコスメ」（集英社 2013年6月23日）
- 美的 8月号「ベストコスメ」（小学館 2013年6月23日）
- JJ 8月号「２０代のうちにやっておくべき、２０のこと」（光文社 2013年6月23日）
- anan 1839号 「全身スベスベ肌になろう」（マガジンハウス 2013年6月26日）
- マリソル 8月号「美女の偏愛コスメ＆ツール」（集英社 2013年7月7日）
- FRaU 7月号「コントレックスタイアップ」（講談社 2013年7月12日）
- 美人百花 8月号「2013年美人がホレた最優秀アイテム」（角川春樹事務所 2013年7月12日）
- MAQUIA 9月号「ドライフルーツ企画」「ダイエット企画」（集英社 2013年7月23日）
- anan 1866号「小顔特集」（マガジンハウス 2013年7月24日）
- BLENDA 9月号「肌髪ダメージメンテナンス」（角川春樹事務所 2013年8月7日）
- 美人百花 9月号「肌＆髪の夏バテをレスキュー」（角川春樹事務所 2013年8月12日）
- SPUR 10月号「美ッ点突破」（集英社 2013年8月23日）
- VERY 10月号「VERYモデルはパワフル」「大人ニキビ」（光文社 2013年9月6日）
- BAILA 10月号「週末おこもり美容」（集英社 2013年9月12日）
- 美ST 11月号「最強のクチコミ」（光文社 2013年9月17日）
- 美的 11月号「ベストコスメ」（小学館 2013年9月23日）
- BLENDA 11月号「肌髪ダメージメンテナンス」（角川春樹事務所 2013年10月7日）
- 美ST 12月号「倍返し美容」（光文社 2013年10月17日）
- MAQUIA 12月号「オイル内外美容」（集英社 2013年10月23日）
- 美人百花 12月号「アンチエイジング」（角川春樹事務所 2014年11月12日）
- MAQUIA 1月号「ベストコスメ」（集英社 2013年11月23日）
- SPUR 1月号「ベストコスメ」（集英社 2013年11月23日）
- 美的 1月号「ベストコスメ」「スキマコスメ コットン」（小学館 2013年11月23日）
- InRed 1月号「ベストコスメ2013」（宝島社 2013年12/7発売）
- 美ST 2月号「「私、失敗しないので！」美容」（光文社 2013年12月17日）
- MAQUIA 2月号「年末年始闇練企画」（集英社 2013年12月23日）
- 美的 2月号「キレイの秘密」（小学館 2013年12月23日）
- ヴァンサンカン 2月号「itブランド」（ハースト婦人画報社 2014年12月26日）
- 日経WOMAN 2月号「有名人の抱負」（日経BP 2014年1月7日）
- MAQUIA 3月号「パーツ別保湿」（集英社 2014年1月23日）
- MAQUIA 4月号「ファンデーションBOOK」（集英社 2014年2月22日）
- WWD 春号「ファッショニスタ100 東京」（INFAS 2014年2月25日）
- 美ST 5月号「白い肌」（光文社 2014年3月17日）
- MAQUIA 5月号「美女たちが指南! ニキビ＆肌荒れレスキュー、私の場合」（集英社 2014年3月22日）
- VERY 5月号「UV企画」（光文社 2014年4月7日）
- 日経WOMAN 6月号「定番朝ごはん」（2014年5月7日）
- WWD 夏号「ファッショニスタ100人が案内する東京マニアック」（INFAS 2014年5月25日）
- VERY 7月号「ぐうたら美容」（光文社 2014年6月7日）
- 美的 8月号「上半期ベストコスメ」「頭皮ケア」（小学館 2014年6月23日）
- MAQUIA 8月号「上半期ベストコスメ」「ヘアケア」（集英社 2014年6月23日）
- SPUR 8月号「ベストコスメ」（集英社 2014年6月23日）
- CLASSY. 8月号「してない美容」（光文社 2014年6月28日）
- VERY 10月号「低気圧不調」「友利先生のベビと暮らす美容術」（光文社 2014年9月7日）
- 日経WOMAN 12月号「働く女性のからだのお悩み相談」（日経BP 2014年11月7日）
- and GIRL 12月号「最強保湿・最新保湿」（エムオン・エンタテインメント 2014年11月12日）
- InRed 1月号「エイジングケア」（宝島社 2014年12月7日）
- CLASSY. 1月号「きれいな人が食べているもの」「肉はホントに女をキレイにするのか？」（光文社 2014年11月28日）
- 美人百花 1月号「美人たちの2014年下半期HITアイテム！」「美容グッズグランプリ」（角川春樹事務所 2014年12月12日）
- and GIRL 1月号「ベストコスメ」（エムオン・エンタテインメント 2014年12月12日）
- SPUR 2月号「ベストコスメ」（集英社 2014年12月22日）
- SPUR 5月号「2015美白アワード」（集英社 2015年3月23日）
- MAQUIA 5月号「2015美白ベストコスメ」（集英社 2015年3月23日）
- anan vol.1954「UV企画」（マガジンハウス 2015年5月24日）
- MAQUIA 8月号「上半期ベストコスメ」（集英社 2015年6月23日）
- 美的 8月号「ベストコスメ」（小学館 2015年6月23日）
- オトナミューズ 12月号「ボディケア」（宝島社 2015年10月28日）
- 美的 1月号「年間ベストコスメ」（小学館 2015年11月21日）
- MAQUIA 1月号「ベストコスメ下半期」（集英社 2015年11月23日）
- InRed「2015ベストコスメ大賞」（宝島社 2015年12月7日）
- VERY 1月号「冬の旅」（光文社 2015年12月7日）
- 美人百花 1月号「ベストコスメ」（角川春樹事務所 2015年12月12日）このコスメが本当にスゴかった
- VERY 2月号「睡眠」（光文社 2016年1月7日）
- Domani 3月号「年間ベストコスメ」（小学館 2016年2月1日）
- Anecan 3月号「ゆらぎ肌」「あったか美人」（小学館 2016年2月7日）
- Cancam 5月号「20代のための美白極め道」（小学館 2016年3月23日）
- VOGUE 5月号「女性ホルモン」（コンデナスト・ジャパン 2016年3月28日）
- VOGUE 7月号「ファッションピープルが太らないわけ」（コンデナスト・ジャパン 2016年5月28日）
- MAQUIA 8月号「2016年上半期 ベストコスメグランプリ」（集英社 2016年6月23日）
- saita 9月号「子育ての困った！にすべて答えます」「くすみ肌ケア特集」（セブン＆アイ出版 2016年8月7日）
- VOGUE JAPAN 11月号「お急ぎ美容」（コンデナスト・ジャパン 2016年9月28日）
- VERY 11月号「もらって嬉しかった出産祝い」（光文社 2016年10月7日）
- nina's 11月号「子どもが伸びる まほうの習慣」（祥伝社 2016年10月7日）
- Pre-mo 2016年冬号「表紙・インタビュー」（主婦の友社 2016年10月15日）
- MAQUIA 1月号「ベストコスメ上半期」（集英社 2016年11月23日）
- 美的 1月号「年間ベストコスメ」（小学館 2016年11月23日）
- InRed 1月号「風邪対策」（宝島社 2016年12月7日）
- MAQUIA 4月号「美白UVケアコスメグランプリ2017」（集英社 2017年3月23日）
- ビーズアップ 7月号「2017上半期ベストコスメ大特集」（セブン＆アイ出版 2017年6月12日） 憧れ美女のベストコスメ
- VERY 8月号「子供のためのスキンケア」（光文社 2017年7月7日）
- SPRiNG 9月号「本気の洗顔」（宝島社 2017年7月23日）
- WWD BEAUTY「鼎談連載」（INFASパブリケーションズ 2017年11/2発売）
- 美的 1月号「年間ベストコスメ」（小学館 2017年11月23日）
- PHPのびのび子育て 4月号「上手なほめ方・叱り方」（PHP 2018年3月9日）
- Pre-mo 2018夏号「妊婦の夏美容」（主婦の友社 2018年4月15日）
- MAQUIA 6月号「美白UV100問100答」（集英社 2018年4月23日）
- VERY 6月号「日焼け止め」（光文社 2018年5月7日）
- anan 2101号「髪の"困った"リストALL解決テクニック」（マガジンハウス 2018年5月9日）
- ベビモ 秋冬号「友利先生教えて！ベビー肌のこと」（主婦の友社 2018年9月15日）
- WWD BEAUTY「ビタミンＣは毎日のスキンケアに組み込むことが大事」（INFASパブリケーションズ 2018年9月20日）
- ドマーニ 11月号「ビタミンＣは大人の肌にこそ必要です」（小学館 2018年10月1日）
- VOCE 4月号「美白＆ UV特集」（講談社 2019年2月22日）
- Pre-mo Luxe「育児STORY」（主婦の友社 2019年3月8日）
- MAQUIA 5月号「美白UVグランプリ」特集（集英社 2019年3月22日）
- 日経ヘルス 6月号「特集 医師が教える、肌ケア」（日経BP 2019年5月2日）
- steady. 6月号「スキンケア100の流儀」（宝島社 2019年5月7日）
- ミセス 6月号「顔のたるみ、徹底対策」（文化出版局 2019年5月7日）
- with 7月号「1ヶ月で肌が劇的に変わる30のアイデア」（講談社 2019年5月28日）
- CHANTO7月号「ワーキングマザー特集」（主婦と生活社 2019年6月7日）
- ひよこクラブ 2020年7･8月合併号 「ママとベビーのための”正解ケア＆アイテム”選び」（ベネッセコーポレーション 2020年6月15日）[67]。
- 美的 8月号「ベストコスメ」（小学館 2022年6月22日）
- VOCE 8月号「ベストコスメ」（講談社 2022年6月22日）
- MAQUIA 8月号「洗顔力」（集英社 2022年6月22日）

### Web連載
- All About「ビューティティップス」ビューティティップスガイド 友利新（オールアバウト 2012年02月21日〜）
- OTONA SALONE 「BEAUTY」「LIFE」（主婦の友社 2018年11月〜）
- 本がすき。「女医が教えるオイルの処方箋」（光文社 2018年11月〜）
- たまひよ「ママのお悩み解決クリニック」友利新先生がママの悩みに答えます（ベネッセ 2018年11月〜）
- Web美的.com 「みんなのリアルな肌悩み」（全４回）（小学館 2021年1月30日〜）